# 宫旁组织
宫旁组织（英語：parametrium），是一类纤维组织，包括宫颈旁和宫体旁组织两部分，分别位于宫颈两侧和子宫体下部周围，二者无明显分界。宫旁组织主要由含血管丰富的结缔组织构成，其中宫颈旁组织中尚含有三组韧带：两侧的主韧带、前方的膀胱子宫韧带和后方的子宫直肠韧带。与子宫外膜不同，后者是指子宫的外膜部分。
子宫动脉与卵巢固有韧带均属于宫旁组织。